# Obrium cantharinum shimomurai
Obrium cantharinum shimomurai es una subespecie de escarabajo longicornio del género Obrium, categorizada en la tribu Obriini, de la subfamilia Cerambycinae. Fue descrita por Takakuwa en 1984.

## Descripción
Mide 6,5-9,2 mm de longitud.

## Distribución
Se distribuye por Japón.